# Saint-Aubin (Aube)
Pour les articles homonymes, voir Saint-Aubin.
Saint-Aubin est une commune française, située dans le département de l'Aube en région Grand Est.

## Géographie

### Localisation
Saint-Aubin est à 42 km à vol d'oiseau au nord-ouest de Troyes, sur la D42 menant à Nogent-sur-Seine la commune voisine au nord-ouest. La ville est dans la vallée de l'Ardusson, affluent de rive gauche (au sud) de la Seine.

### Communes limitrophes
|                  | Marnay-sur-Seine   | Pont-sur-Seine  |
| Nogent-sur-Seine | Saint-Aubin        |                 |
| Fontaine-Mâcon   | Avant-lès-Marcilly | Ferreux-Quincey |

### Description
Le village chevauche les deux rives de l'Ardusson au fond d'un vallon dominé par des hauteurs dont les points culminants sont au nord-est la colline du Parc-De-Pont (209 m) et La Gloriette (160 m). Au sud-ouest, le relief est moins accentué ; la hauteur principale est la colline des Vignes dont l'altitude est à peu près la même que celle de la Gloriette.
Le finage affecte la forme d'un triangle irrégulier avec une pointe très avancée entre le territoire de Marnay et celui de Nogent. Il a un périmètre de 20 kilomètres environ et une superficie de 17,76 km2.

### Hydrographie

#### Réseau hydrographique
La commune est dans la région hydrographique « la Seine de sa source au confluent de l'Oise (exclu) » au sein du bassin Seine-Normandie. Elle est drainée par l'Ardusson, le canal 01 de la commune de Saint-Aubin, l'Ardusson et le ruisseau de Charmelin,.
L'Ardusson, d'une longueur de 28 km, prend sa source dans la commune de Saint-Flavy et se jette  dans la Seine à Nogent-sur-Seine, après avoir traversé neuf communes.

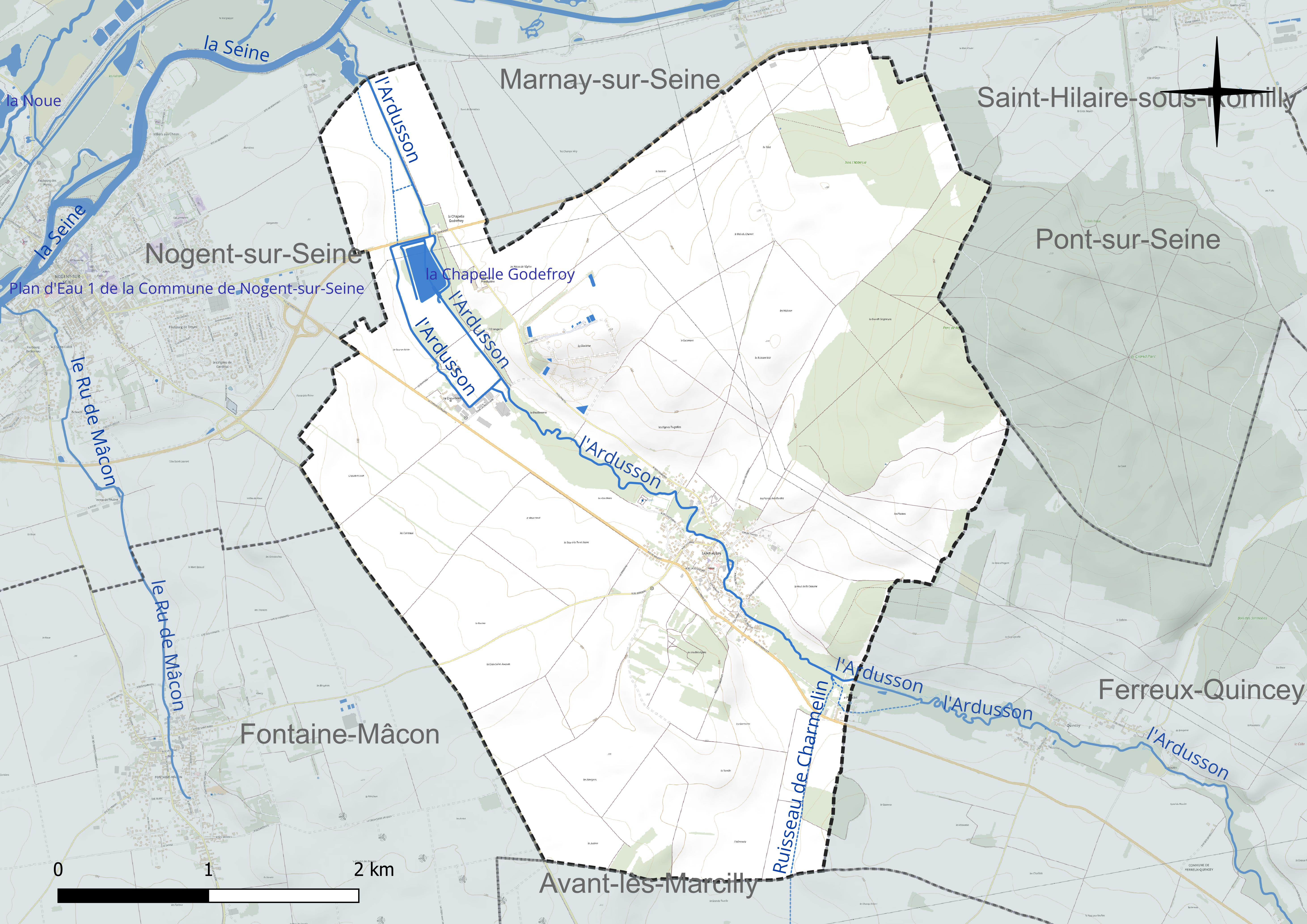
Réseau hydrographique de Saint-Aubin.

Un plan d'eau complète le réseau hydrographique : la Chapelle Godefroy (6 ha),.

#### Gestion et qualité des eaux
Le territoire communal est couvert par le schéma d'aménagement et de gestion des eaux (SAGE) « Bassée Voulzie ». Ce document de planification concerne le territoire du bassin versant de l'Armançon qui s’étend sur 1 710 km2 et se répartit sur trois départements (l'Aube, l'Yonne et la Marne). Le périmètre a été arrêté le 2 septembre 2016, le diagnostic a été validé le 29 novembre 2022. La structure porteuse de l'élaboration et de la mise en œuvre est le Syndicat mixte ouvert de l’eau potable, de l’assainissement collectif, de l’assainissement non collectif, des milieux aquatiques et de la démoustication (SDDEA), dont le siège est à Troyes.
La qualité des cours d’eau peut être consultée sur un site dédié géré par les agences de l’eau et l’Agence française pour la biodiversité.

### Climat
Pour des articles plus généraux, voir Climat du Grand Est et Climat de l'Aube.
En 2010, le climat de la commune est de type climat océanique dégradé des plaines du Centre et du Nord, selon une étude du Centre national de la recherche scientifique s'appuyant sur une série de données couvrant la période 1971-2000. En 2020, Météo-France publie une typologie des climats de la France métropolitaine dans laquelle la commune est exposée à un climat océanique altéré et est dans la région climatique Nord-est du bassin Parisien, caractérisée par un ensoleillement médiocre, une pluviométrie moyenne régulièrement répartie au cours de l’année et un hiver froid (3 °C).
Pour la période 1971-2000, la température annuelle moyenne est de 10,8 °C, avec une amplitude thermique annuelle de 15,8 °C. Le cumul annuel moyen de précipitations est de 720 mm, avec 11,8 jours de précipitations en janvier et 7,7 jours en juillet. Pour la période 1991-2020, la température moyenne annuelle observée sur la station météorologique de Météo-France la plus proche, « Bouy-sur-Orvin », sur la commune de Bouy-sur-Orvin à 8 km à vol d'oiseau, est de 11,4 °C et le cumul annuel moyen de précipitations est de 635,9 mm. 
La température maximale relevée sur cette station est de 42,4 °C, atteinte le 25 juillet 2019 ; la température minimale est de −20,5 °C, atteinte le 17 janvier 1985,,.
Les paramètres climatiques de la commune ont été estimés pour le milieu du siècle (2041-2070) selon différents scénarios d'émission de gaz à effet de serre à partir des nouvelles projections climatiques de référence DRIAS-2020. Ils sont consultables sur un site dédié publié par Météo-France en novembre 2022.

## Urbanisme

### Typologie
Au 1er janvier 2024, Saint-Aubin est catégorisée commune rurale à habitat dispersé, selon la nouvelle grille communale de densité à 7 niveaux définie par l'Insee en 2022.
Elle est située hors unité urbaine. Par ailleurs la commune fait partie de l'aire d'attraction de Nogent-sur-Seine, dont elle est une commune de la couronne,. Cette aire, qui regroupe 19 communes, est catégorisée dans les aires de moins de 50 000 habitants,.

### Occupation des sols
L'occupation des sols de la commune, telle qu'elle ressort de la base de données européenne d’occupation biophysique des sols Corine Land Cover (CLC), est marquée par l'importance des territoires agricoles (79,6 % en 2018), en diminution par rapport à 1990 (82,1 %). La répartition détaillée en 2018 est la suivante : 
terres arables (75 %), forêts (15,8 %), zones urbanisées (2,4 %), prairies (2,3 %), zones agricoles hétérogènes (2,3 %), zones industrielles ou commerciales et réseaux de communication (2,2 %). L'évolution de l’occupation des sols de la commune et de ses infrastructures peut être observée sur les différentes représentations cartographiques du territoire : la carte de Cassini (XVIIIe siècle), la carte d'état-major (1820-1866) et les cartes ou photos aériennes de l'IGN pour la période actuelle (1950 à aujourd'hui).

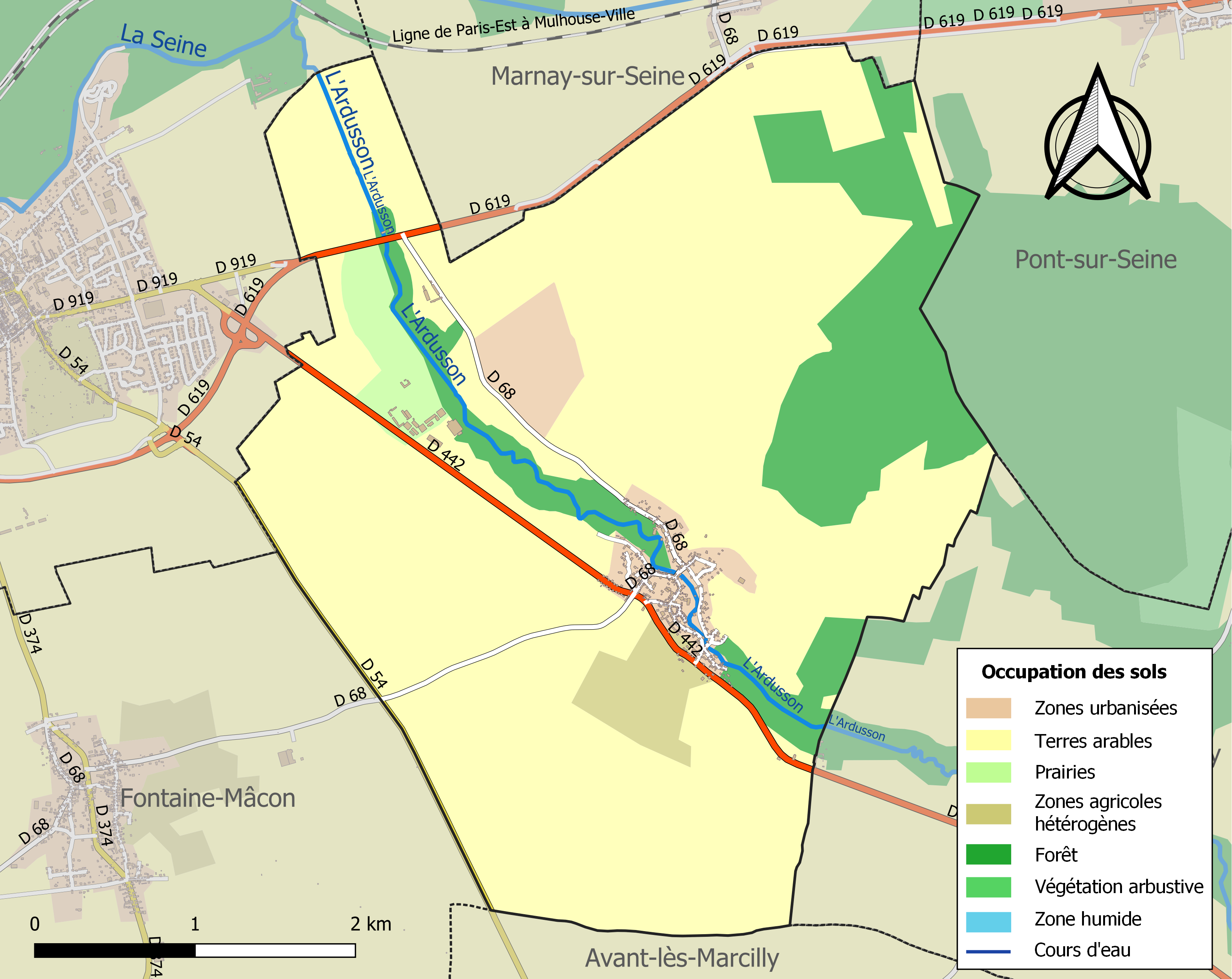
Carte des infrastructures et de l'occupation des sols de la commune en 2018 (CLC).

## Histoire
L'occupation de la commune au néolithique est attestée par la présence du menhir de la Grande-Pierre, encore visible de nos jours.
Sur le site de "la Gloriette" est mis au jour en 2014 une importante nécropole protohistorique occupée entre la fin de l'age du bronze et le second age du fer. Les sépultures contenaient - malgré le pillage de certaines - un abondant mobilier funéraire : parures, torques, épées et boucliers.
Une série de sépultures de la période carolingienne sont également mises au jour sur le site de la Gloriette, ainsi qu'une occupation des XIe – XIIe siècle comprenant un bâtiment sur cave, des cabanes excavées dont au moins un atelier de tissage ainsi que des silos à grains.
Le nom de Saint-Aubin vient de celui de l'église Sanctus Albinus, existant déjà au XIIe siècle.
Le bourg dépendait de l'abbaye du Paraclet (ne pas confondre avec l'abbaye Notre-Dame du Paraclet dans la Somme) fondée par Abélard en 1122 ou 1123 puis Héloïse en 1129, à 1 km au sud-est du bourg ; la cure de Saint-Aubin était à la présentation de l'abbesse du Paraclet dont il subsiste le bâtiment conventuel, l'ancienne cuisine voûtée, des granges, le pigeonnier.
Un acte de partage de 1271 mentionne une maison forte à Saint-Aubin : « seigneurie avec donjon, fossez et arrière-fossez ». En 1603 un arpentage situe la motte et ses dépendances sur une surface de « deux arpents et demy 10 perches » entre le cimetière, la rue du Cormont, la Grande rue et le "pré et aulnoy" où est la rivière Ardusson.

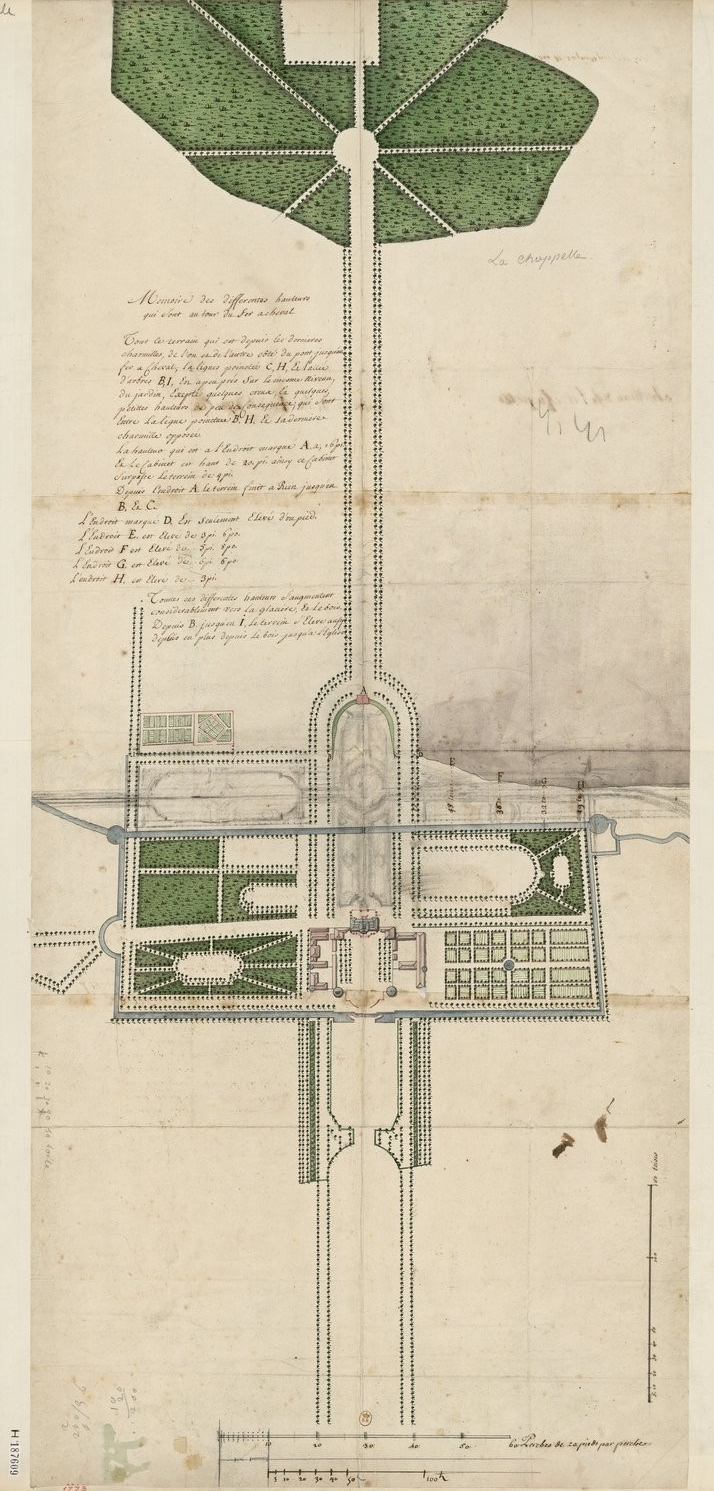
Plan du château et du parc en 1700, BnF.

Le château de La Chapelle-Godefroy, à 2,8 km au nord-ouest du bourg, est acquis en 1697 par Jean Orry (1652-1719) qui le fait presque entièrement reconstruire en 1706, pour une somme considérable, par l'architecte Jacques de La Joue,. Le lieu-dit actuel Tourne-Bride, sur le côté nord de la D442, correspond à une ancienne dépendance du château située en bord de route, où descendent à l'époque les domestiques et les chevaux des visiteurs.
Son fils Philibert Orry, maître des requêtes en 1715, hérite du château en 1719. En 1731 il est nommé conseiller d'État et la même année commande à Charles-Joseph Natoire un célèbre ensemble de 21 toiles réalisées entre 1731 et 1740. Il possède également deux toiles de Watteau (L'Enchanteur et L'Aventurière). A terme les collections du château incluent aussi un Robert (Ruines d'un pont romain) ; un Boucher (Les Génies des Beaux-Arts) ; et des œuvres d'artistes moins connus comme Claude François Desportes (1695-1774, fils d'Alexandre-François Desportes, 1661-1743) qui offre la seule vue connue du parc du château, Gaetano Cusati, Michelangelo Cerquozzi, Antoine Coypel…

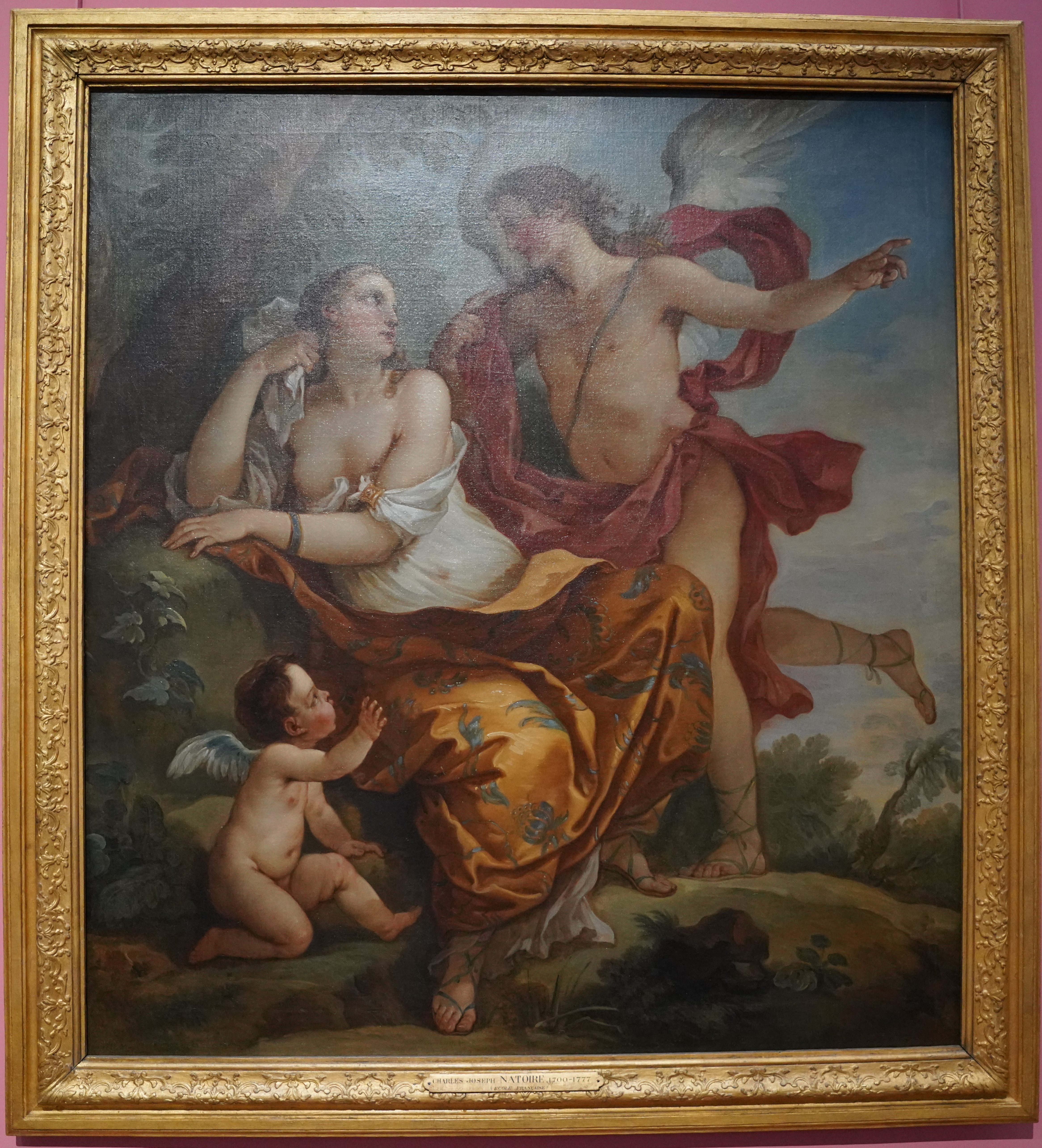
une Histoire des Dieux en neuf tableaux,
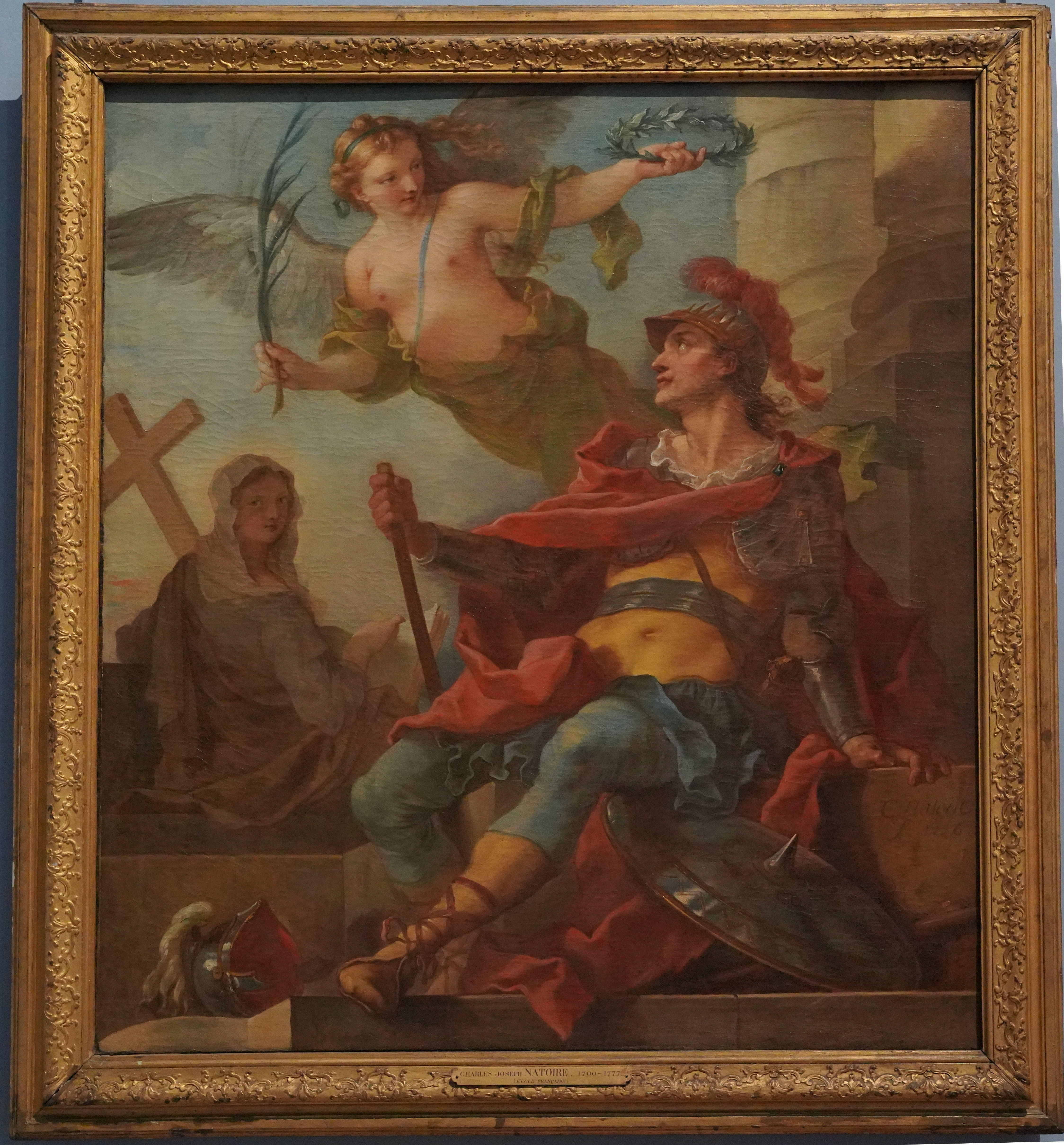
une Histoire de Clovis en six tableaux,
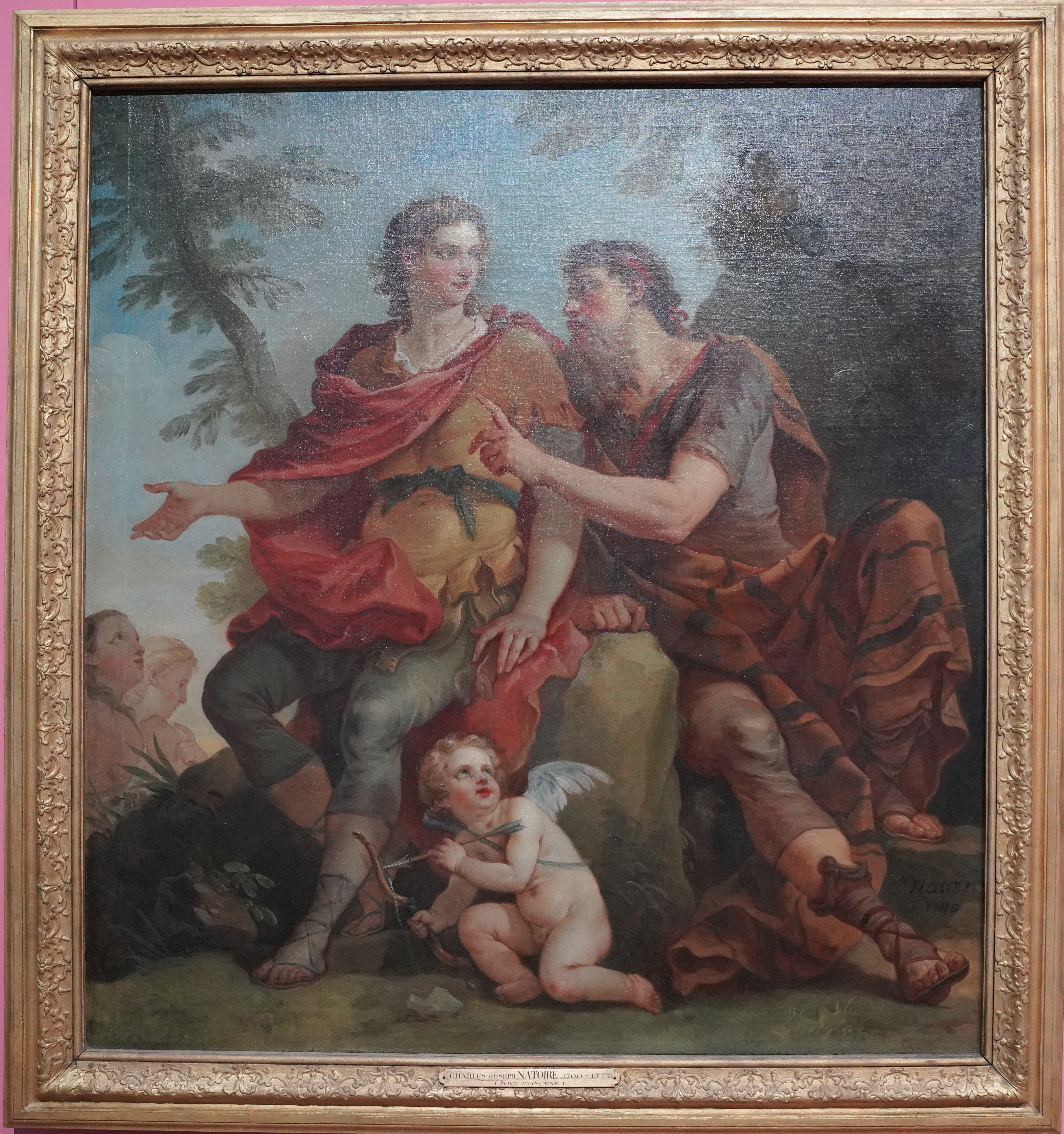
une Histoire de Télémaque en six tableaux
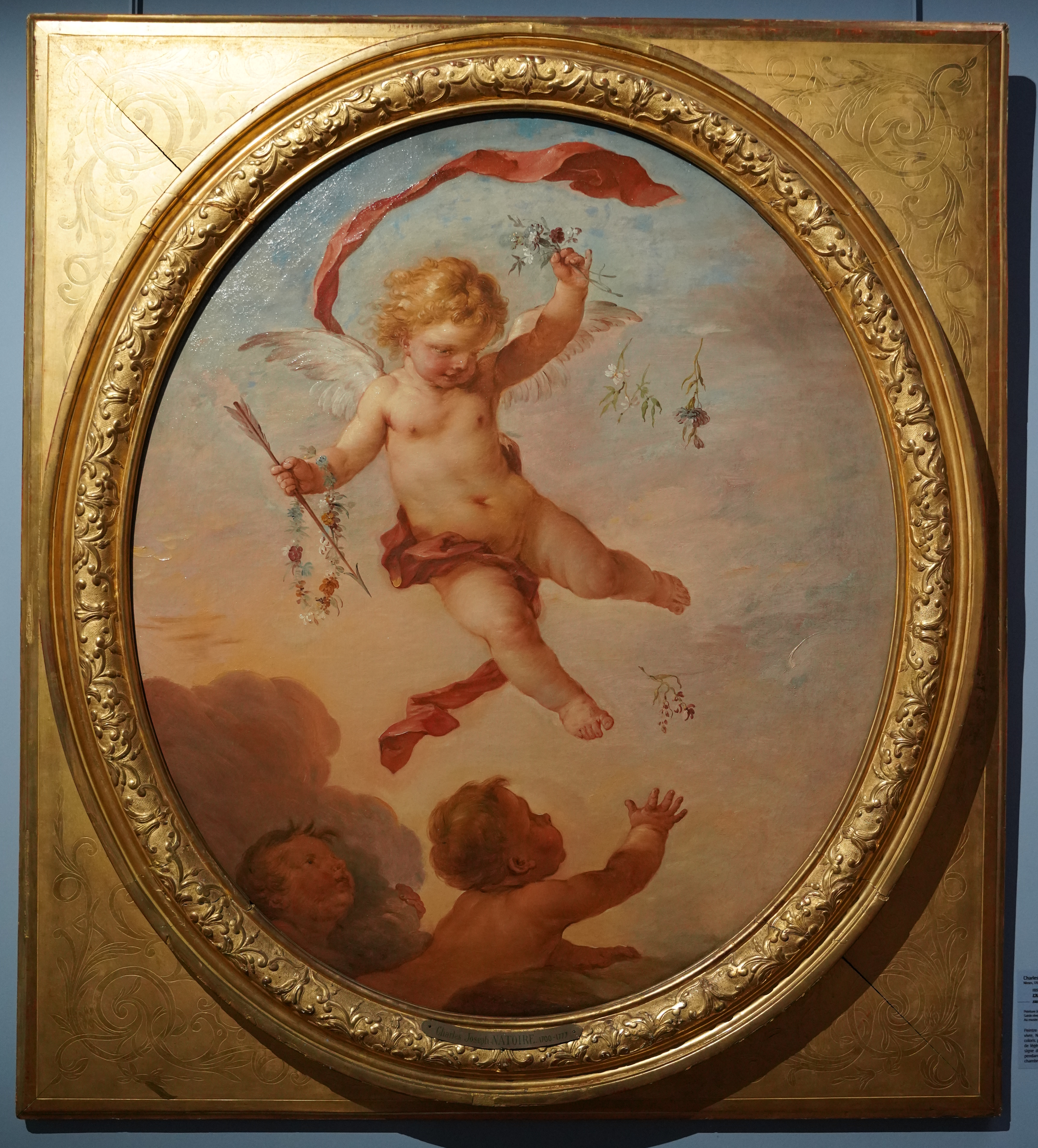
Les Quatre Saisons.

Louis XV couche au château le 12 novembre 1744 à son retour de Metz.
Après la mort de Philibert Orry en 1747, le château passe à son frère Jean Henri Louis Orry de Fulvy (1703-1751), puis au fils de celui-ci, Philibert Louis Orry de Fulvy, qui le vend en 1760 à Bouret de Valroche (frère du fermier général Bouret). Celui-ci le cède l'année suivante à Jean de Boullongne (†1769), qui le lègue à son fils, Jean-Nicolas de Boullongne (†1787). Le fils de ce dernier, Paul Esprit Charles de Boullongne, voit le château saisi en 1792. Le citoyen Lassertey, administrateur du département de l'Aube, est chargé durant l'hiver 1792, de sélectionner des œuvres destinées au futur musée de Troyes qui possède ainsi une collection unique de toiles de Natoire.
Au cours de la Révolution française, la commune porte provisoirement le nom de Corquelin. Une chapelle de ce nom est signalée à l'ouest du village sur la carte de Cassini.
Le château est pillé et incendié en 1814 lors de la bataille dite de Nogent-sur-Seine. Il en reste quelques vestiges : pavillon, porte d'entrée, fausses ruines dans l'ancien parc.
D'après les archives de l'Aube, dans les actes de décès de 1825 à 1862 (p. 185/219), le château de La Chapelle-Godefroy est habité par madame Gabrielle Legras de Vaubercey qui y décède le 2 mai 1857, et par son époux Adolphe Henri du Hamel.
En 1968, un fragment de météorite de 170 kg est découvert par des agriculteurs. Le 3 octobre 2018, un autre fragment est découvert. Celui-ci ne pèse pas moins de 477 kg et devient donc la seconde plus grosse météorite jamais trouvée en France. De plus, avec au total 6 à 7 tonnes de roches d'origine extraterrestre exhumées par les chercheurs, il s’agit du plus grand ensemble d'objets célestes de ce type mis au jour dans l'Hexagone. Ces météorites dormaient à un mètre sous terre depuis 55 000 ans.

## Politique et administration
La commune de La Chapelle-Godefroy fut réunie à celle de Saint-Aubin en 1832.
| Période                                  | Période  | Identité                | Étiquette | Qualité                |
| ---------------------------------------- | -------- | ----------------------- | --------- | ---------------------- |
| avant 1981                               | ?        | Gérard Doquet-Chassaing |           | Agriculteur            |
| avril 2014                               | Mai 2020 | Dominique Bourbonneux   |           | Agricultrice retraitée |
| Mai 2020                                 | En cours | Vincent BARAT           |           |                        |
| Les données manquantes sont à compléter. |          |                         |           |                        |

## Démographie
L'évolution du nombre d'habitants est connue à travers les recensements de la population effectués dans la commune depuis 1793. Pour les communes de moins de 10 000 habitants, une enquête de recensement portant sur toute la population est réalisée tous les cinq ans, les populations de référence des années intermédiaires étant quant à elles estimées par interpolation ou extrapolation. Pour la commune, le premier recensement exhaustif entrant dans le cadre du nouveau dispositif a été réalisé en 2004.

En 2022, la commune comptait 591 habitants, en évolution de +0,68 % par rapport à 2016 (Aube : +0,7 %, France hors Mayotte : +2,11 %).
| 1793 | 1800 | 1806 | 1821 | 1831 | 1836 | 1841 | 1846 | 1851 |
| ---- | ---- | ---- | ---- | ---- | ---- | ---- | ---- | ---- |
| 479  | 502  | 495  | 519  | 499  | 618  | 621  | 653  | 653  |

| 1856 | 1861 | 1866 | 1872 | 1876 | 1881 | 1886 | 1891 | 1896 |
| ---- | ---- | ---- | ---- | ---- | ---- | ---- | ---- | ---- |
| 664  | 690  | 650  | 609  | 571  | 528  | 535  | 516  | 468  |

| 1901 | 1906 | 1911 | 1921 | 1926 | 1931 | 1936 | 1946 | 1954 |
| ---- | ---- | ---- | ---- | ---- | ---- | ---- | ---- | ---- |
| 468  | 438  | 420  | 359  | 375  | 369  | 355  | 348  | 377  |

| 1962 | 1968 | 1975 | 1982 | 1990 | 1999 | 2004 | 2006 | 2009 |
| ---- | ---- | ---- | ---- | ---- | ---- | ---- | ---- | ---- |
| 343  | 320  | 348  | 349  | 505  | 537  | 554  | 543  | 598  |

| 2014 | 2019 | 2022 | - | - | - | - | - | - |
| ---- | ---- | ---- | - | - | - | - | - | - |
| 586  | 589  | 591  | - | - | - | - | - | - |

## Lieux et monuments

### Monuments historiques
- Le château de La Chapelle-Godefroy qui fut acquis en 1697 par Jean Orry et dont il ne reste qu'un pan de mur classé ;
- Menhir de la Grande-Pierre inscrit au titre des Monuments historiques[43] ;
- L'ancienne abbaye du Paraclet, également située sur la commune de Ferreux-Quincey, inscrite au titre des Monuments historiques[44] ;
- L'église Saint-Aubin.

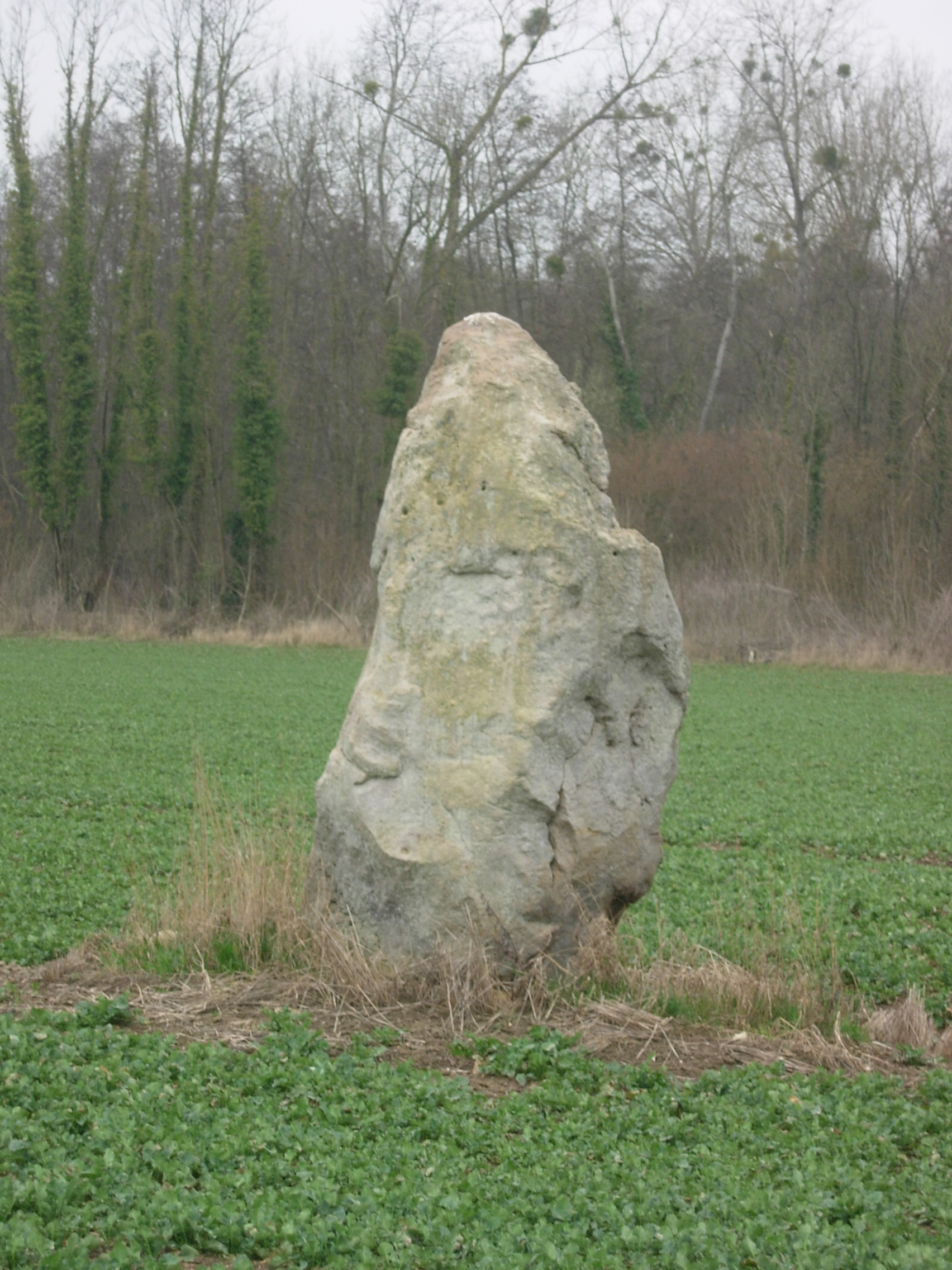
Le menhir de la Grande-Pierre.
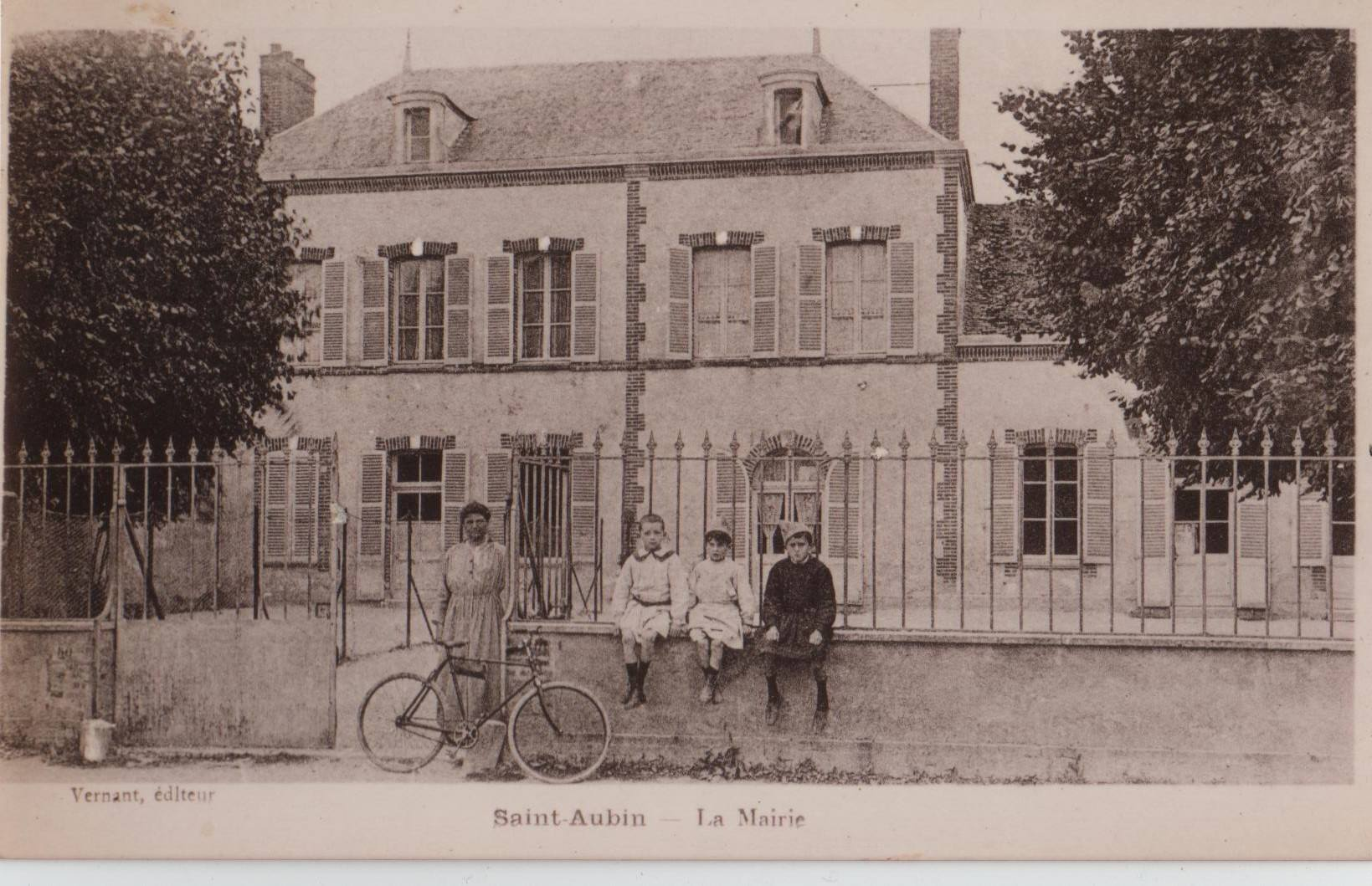
L'école et la mairie vers 1900.
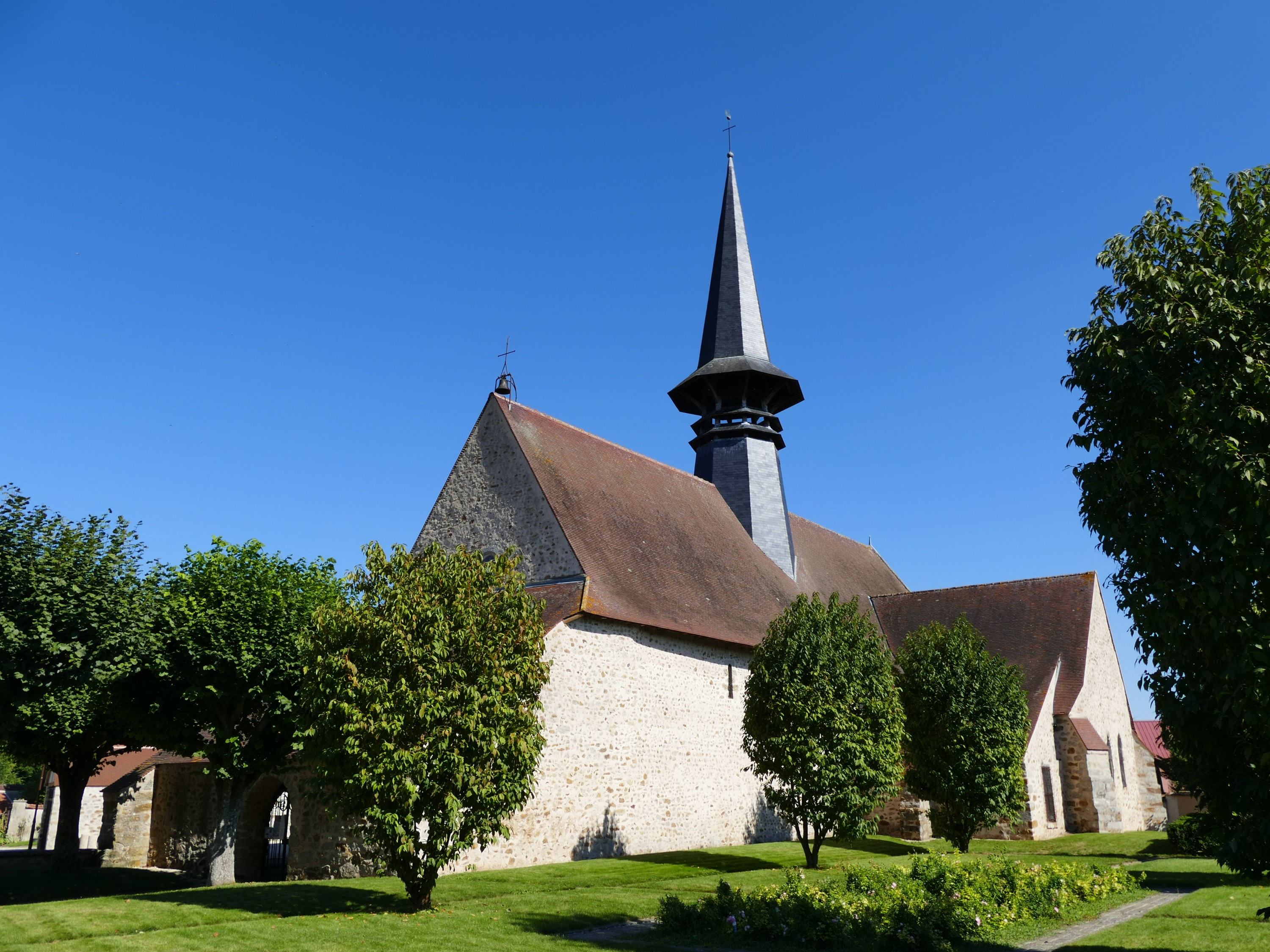
L'église Saint-Aubin.

### Autres monuments
- Il existait au lieu-dit « la Pierre des Autels », un cromlech dont il ne reste aujourd'hui qu'une seule pierre[45].

## Personnalités liées à la commune
- Philibert Orry (1689-1747), contrôleur général des finances et directeur général des bâtiments du Roi sous Louis XV.
- Pierre Abélard
- Héloïse d’Argenteuil
- Charles Alfred Le Moine (1872-1918) : peintre français, y est né.